# Pteropus fundatus
Pteropus fundatus (также известен как летучая лисица с островов Банкс) — вид мегалетучих мышей из семейства Pteropodidae.

## Описание
Длина тела — около 15 см, голова и спина серые или коричневые, шея жёлто-оранжевая, живот жёлто-серый. Длина предплечья — 100–102 мм.

## Место обитания
Субтропические или тропические сухие леса, а также субтропические или тропические болота. Эндемик островов Мота и Вануа-Лава в Вануату.

## Питание
В рацион входят цветы кокоса и плоды деревьев вавели.

## Статус
Вид занесён в Красную книгу МСОП как вымирающий. С 2008 года находится под угрозой исчезновения. В 2016 году был опубликован анализ, согласно которому Pteropus fundatus является одним из 301 вида млекопитающих, наиболее подверженных вымиранию из-за чрезмерной охоты.